# Eel River Bar

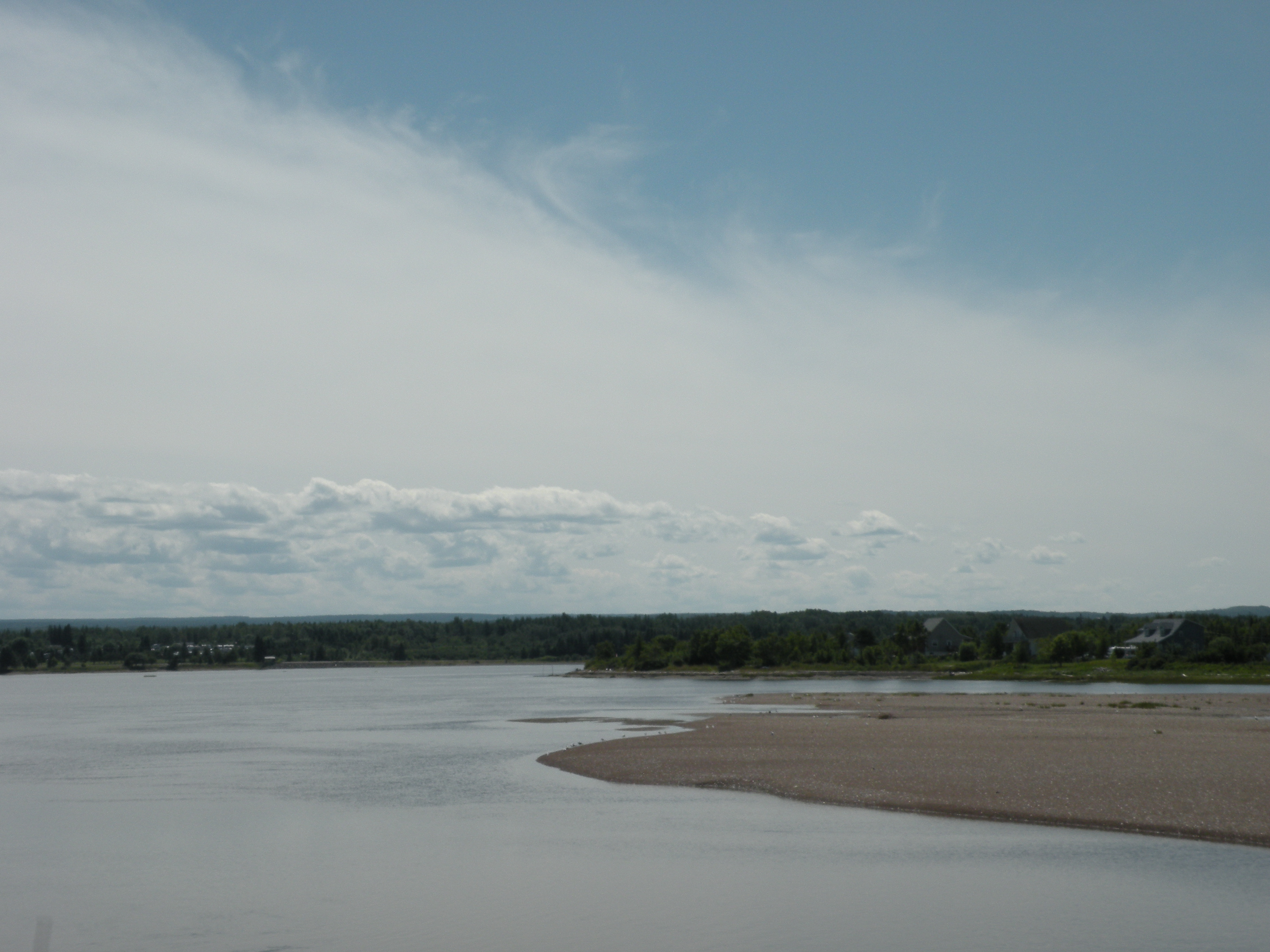
La rivière Eel à la Première nation d'Eel River Bar.

Eel River Bar est une première nation micmaque du Nouveau-Brunswick. Elle gère trois réserves situées dans le comté de Restigouche, soit Eel River 3, Indian Ranch et Moose Meadows 4.

## Histoire
Les Jeux d'étés autochtones du Nouveau-Brunswick de 2012 ont lieu à Eel River Bar.

## Administration
| Mandat      | Fonctions   | Nom(s)                                                                                             |
| ----------- | ----------- | -------------------------------------------------------------------------------------------------- |
| 2009 - 2011 | Chef        | Thomas Martin                                                                                      |
| 2009 - 2011 | Conseillers | John Caplin, Gordon Labillois, Joseph Labillois, Richard Simonson, Ronald Simonson, George Snyder. |

|  | Indépendant | 2009- | Thomas Martin |